# Adriatiska havet
Adriatiska havet är en vik av Medelhavet. Länderna som ligger vid Adriatiska havet är Italien, Slovenien, Kroatien, Bosnien och Hercegovina, Montenegro och Albanien. Adriatiska havet övergår i söder till Joniska havet vid Otrantosundet. Det största djupet är på 1 588 meter. Adriatiska havet har sedan urminnes tider haft livlig sjöfartstrafik. Exempel på detta är den trafik med färjor som går mellan flera städer på båda sidor av havet.

## Etymologi
Namnet "Adriatiska havet" har funnits sedan antiken; på latin hette det Mare Hadriaticum eller Mare Adriaticum. Namnet, som kommer från staden Adria (eller Hadria), var från början bara namn på övre delen av havet, men utökades i takt med att Syrakusakolonierna blev viktigare och viktigare.
Även på den tiden sträckte sig Adriatiska havet dock enbart till Monte Gargano, resten var Joniska havet. Numera räknas Adriatiska havet möta Joniska havet vid Otrantosundet.
Adriatiska havet ligger i princip mellan Italien och Kroatien, och båda kusterna är stora turistmål. Under antik romersk tid fraktades föremål, djur och slavar över Adriatiska havet till Ostia, Roms hamn.

## Utsträckning och djup
Adriatiska havet är som mest 783 kilometer långt, och har en medelbredd på 248 kilometer.
Norra delen av havet är mycket grund, och mellan Istrien och Rimini är havet sällan djupare än 45 meter. Mellan Šibenik och Ortona finns ett avgränsat område med djup ner till 180 meter. Den djupaste delen av havet ligger öst om Monte Gargano, söder om Dubrovnik och väster om Durrës, där havet som djupast är 1 460 meter djupt. Medeldjupet i hela havet är omkring 240 meter.

## Indelning
Adriatiska havet delas i två bäcken av Palagružatröskeln som finns i havets centrala del. I söder finns Södra adriatiska bäckenet, vara största djup är 2 220 meter. I norr finns Jakubiförsänkningen med ett största djup på 243 meter.

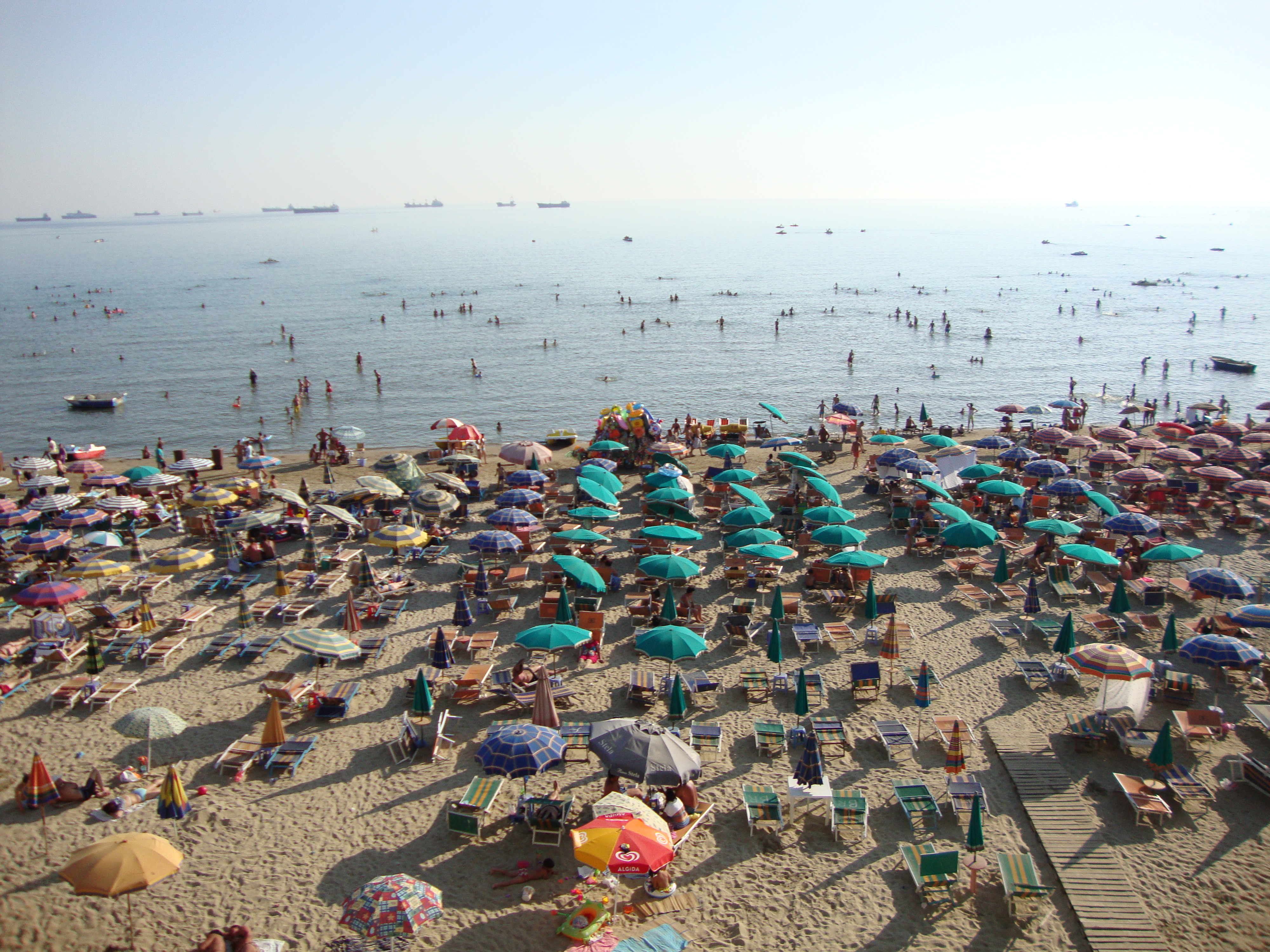
Strand i Durrës, Albanien
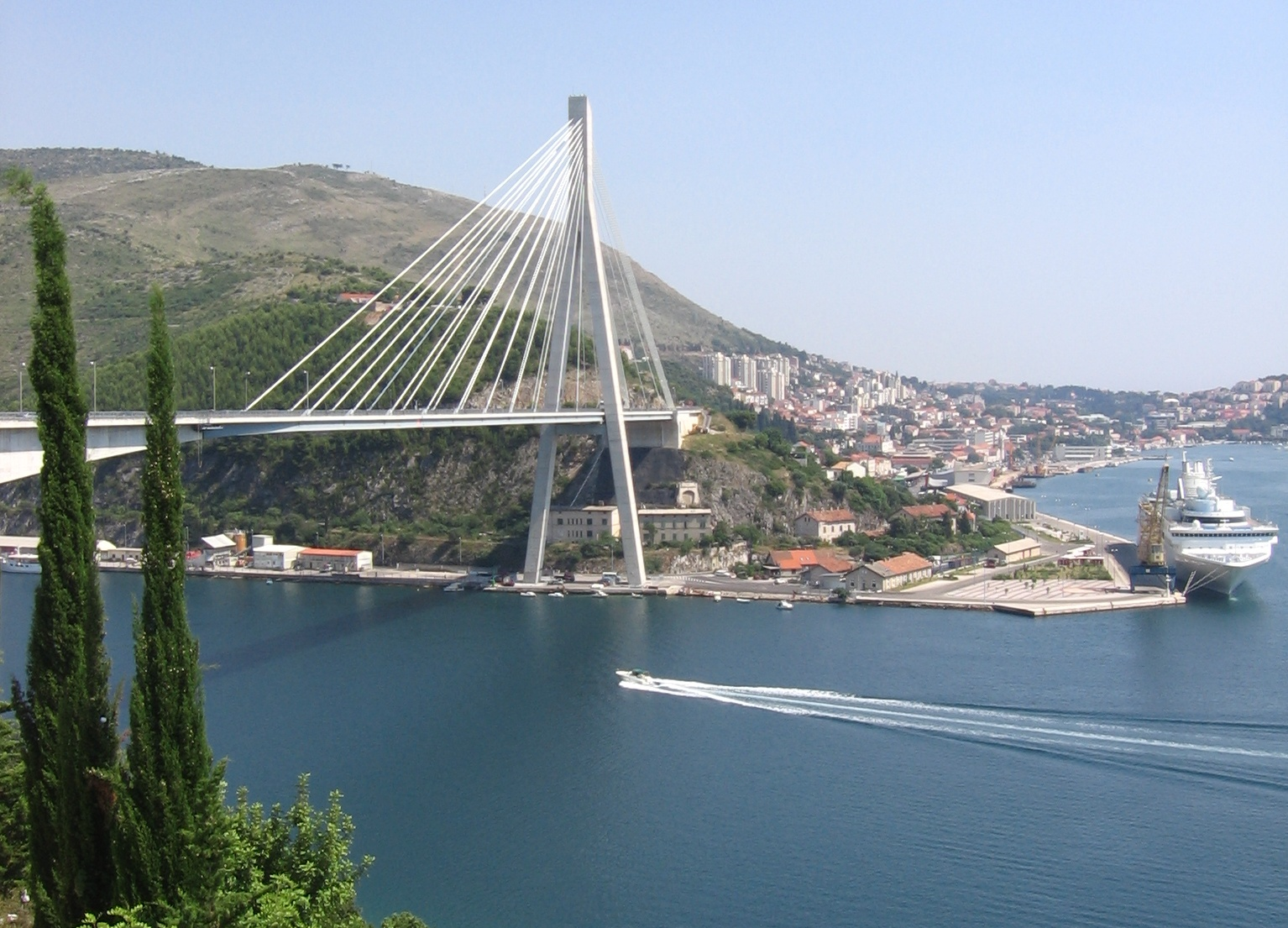
Adriatiska havet i Kroatien